# Poolbillard-Europameisterschaft 1986
Die Poolbillard-Europameisterschaft 1986 war ein vom europäischen Poolbillardverband EPBF in der norwegischen Hauptstadt Oslo ausgetragenes Poolbillardturnier.
Ausgespielt wurden die Disziplinen 8-Ball, 9-Ball und 14/1 endlos bei den Damen und Herren. Zudem wurden bei den Herren die Europameister der Mannschaften ermittelt.
Bei den Herren wurde Norbert Lang als erster Deutscher Europameister. Im 14/1 endlos-Finale besiegte er den Schweden Jurgen Karlsson. Der Schwede Björn Jonsson wurde wie schon 1984 und 1985 8-Ball-Europameister, der Norweger Bjørn L’Orange wurde 9-Ball-Europameister. Oliver Ortmann gewann im 8-Ball die Bronzemedaille.
Bei den Herren-Mannschaften wurde Schweden durch einen Finalsieg gegen Deutschland Europameister.
Die Deutsche Franziska Stark wurde durch einen Finalsieg im 14/1 endlos gegen Louise Furberg erstmals Europameisterin. Die Schwedin Anke Cronquist verteidigte im 8-Ball ihren Titel aus dem Vorjahr, Helena Thornfeldt wurde 9-Ball-Europameisterin. Sylvia Buschhüter gewann im 9-Ball Bronze.

## Medaillengewinner
| Disziplin            | Gold              | Silber          | Bronze                 |
| -------------------- | ----------------- | --------------- | ---------------------- |
| Herren – 14/1 endlos | Norbert Lang      | Jurgen Karlsson | Micke Le Nory          |
| Herren – 14/1 endlos | Norbert Lang      | Jurgen Karlsson | Bengt Pedersen         |
| Herren – 8-Ball      | Björn Jonsson     | Tom Storm       | Oliver Ortmann         |
| Herren – 8-Ball      | Björn Jonsson     | Tom Storm       | Lars Harald Riiber     |
| Herren – 9-Ball      | Bjørn L’Orange    | Dan Johansson   | Oliver Ortmann         |
| Herren – 9-Ball      | Bjørn L’Orange    | Dan Johansson   | Lars Harald Riiber     |
| Herren-Mannschaft    | Schweden          | Deutschland     | Vereinigtes Königreich |
| Herren-Mannschaft    | Schweden          | Deutschland     | Norwegen               |
| Damen – 14/1 endlos  | Franziska Stark   | Louise Furberg  | Monica Eng             |
| Damen – 14/1 endlos  | Franziska Stark   | Louise Furberg  | M. Finckenhagen        |
| Damen – 8-Ball       | Anke Cronquist    | Doris Riesch    | Liv Jorunn Gulbrandsen |
| Damen – 8-Ball       | Anke Cronquist    | Doris Riesch    | M. Thorne              |
| Damen – 9-Ball       | Helena Thornfeldt | Heide Andersson | Sylvia Buschhüter      |
| Damen – 9-Ball       | Helena Thornfeldt | Heide Andersson | T. Stopher             |